# Школа імені Адольфа Гітлера
| Школи Адольфа Гітлера | Школи Адольфа Гітлера |
| --------------------- | --------------------- |
|                       |                       |
| Локація               |                       |
| Німеччина             |                       |
| Інформація            |                       |
| Тип                   | Школа інтернат        |
| Засновано             | 1937                  |
| Ліквідовано           | 1945                  |
| Орган Управління      | СС                    |
| Шкіл                  | 12                    |
| Студенти та персонал  |                       |
| Студенти              | 2,027                 |

Школи Адольфа Гітлера (ШАГ) - це 12 денних шкіл, якими керували шуцштаффелі в нацистській Німеччині з 1937 по 1945 рік. Їхньою метою було індоктринація молоді в ідеології нацистської партії. Вони призначалися для молоді віком від 14 до 18 років і були одностатевими, з трьома школами для дівчат і рештою для хлопців. Відбір до шкіл був суворим; учнів відбирали за їхню політичну відданість та фізичну підготовку, а не за академічну успішність. Заняття зосереджувалися на політичній індоктринації, а не на академічному навчанні. СС часто відбирали зі шкіл майбутніх офіцерів.
Але не слід плутати її з численними школами, перейменованими на "Школу Адольфа Гітлера" після того, як Гітлер став канцлером Німеччини в 1933 році, такими як колишня школа Мартіна Лютера в Марбурзі, середня школа Вернера Гейзенберга в Гайде, школа Нордштадт у Пфорцгаймі, середня школа Пауля Вернера в Котбусі або школа Гайде у Фленсбурзі.
Існувала також подібна мережа шкіл-інтернатів під назвою "Національні політичні інститути освіти" ("Наполіс").

## Контекст
Заснування ґрунтувалося на планах лідера Гітлерюгенду Бальдура фон Шираха та Роберта Лея. Лей мав намір звести "гаубург" (цитадель) у кожному гау, а згодом створити цілу шкільну систему НСДАП, трансформувавши підтримувані державою національно-політичні навчальні заклади. Опір цьому плану з боку міністра освіти Бернхарда Руста призупинив реалізацію початкового проекту до 1941 року, коли школи Адольфа Гітлера отримали підтримку Німецького трудового фронту. До 1941 року школи розташовувалися в орденських фортецях, які фінансувалися за аналогічним принципом, а нагляд за структурою шкіл здійснювало Молодіжне керівництво Рейху.
За наказом рейхсфюрера СС Генріха Гіммлера, деякі методи навчання в деяких школах Адольфа Гітлера були засекречені. Очікувалося, що школи стануть прикладом для нацистської освітньої революції.

## Відбір учнів
До табору допускалися лише учні, які пройшли попередній відбір у Гітлерюгенді. Після цього відбувався двотижневий відбір у таборі, де кандидатів оцінювали за визначеними критеріями, стандартами, які включали, але не обмежувалися ними: 
- Лідерські якості, наприклад, довести, що  досяг успіху як лідер серед своїх однолітків
- Расова чистота через оцінку їхніх фізичних ознак і доказ арійського генеалогічного походження, "несприйняття інших" неарійських рас.
- Медичні огляди для встановлення хорошо здоров'я
- Досягнення успіху в змаганнях, покликаних перевірити силу та витривалість, таких як примусові марші, військові ігри, гімнастика, бокс, боротьба та інші подвиги мужності.
- Суворий контроль з боку керівництва Гітлерюгенду за соціальною придатністю кандидатів через конкурси та їхню соціальну адаптованість у вільний від роботи час

## Історія
Перша школа відкрилася 20 квітня 1937 року (на сорок восьмий день народження Гітлера) у Померанському Кресінзеє, і хоча керівництво Гітлерюгенду (ГЮ) планувало створити п'ятдесят таких шкіл, у яких навчалося б понад 15 000 учнів, наприкінці 1943 року функціонувало лише десять шкіл, які відвідували мізерні 2027 учнів. Економічні міркування, пов'язані з воєнними діями, обмежили запланований бюджет шкіл. Загалом навчальна програма АШС була відвертим запереченням попередніх освітніх ідей, оскільки вона була антитрадиційною, антизнаннєвою, антигімназійною та антибатьківською за своїм характером. Хоча початковий освітній план АШС мав на меті повністю трансформувати шкільну освіту в нацистській Німеччині, він виявився не більше, ніж дублікатом моделі інтернатів Педагогічних інститутів. Лідери ГЮ та вчителі "Орденської фортеці" діяли як наглядачі, і, незважаючи на жорстку дисципліну в школах, усі чини ГЮ зверталися один до одного на неформальне/звичне "ти", а замість регіональних гауляйтерів, які наглядали за школами на своїх територіях, повноваження були передані командирам Гітлерюгенду.
Гітлер описав цілі такої школи наступним чином:
Ми готуємо талановиту молодь, дітей широких верств нашого населення. Синів робітників, синів селян, чиї батьки ніколи не могли дозволити собі дати дітям вищу освіту... Пізніше вони вступлять до партії, вони будуть відвідувати Орденсбург, вони займуть найвищі посади. У нас є мета, яка може здатися фантастичною. Ми передбачаємо державу, в якій кожну посаду обійматиме найкращий син нашого народу, незалежно від того, звідки він походить. Державу, в якій народження нічого не означає, а працездатність і здібності - все.
Стипендія як критерій успіху в цих школах значно відставала, зокрема, через те, що перевірені часом навчальні програми та кваліфікація вчителів були принесені в жертву нацистській прихильності. Починаючи з 1941 року, школи Адольфа Гітлера стали "Рейхсшколами НСДАП"; згодом кілька шкіл розмістилися в спорожнілих санаторіях або інших доступних монастирських школах, а суворий регіональний розподіл учнів припинився, і до них почали приймати німецькомовних учнів з окупованих нацистами територій. Успіхи в навчанні витіснили прагнення показати себе "найкращим", але, незважаючи на це, учні отримували атестат, а Міністерство освіти атестувало студентів для навчання в університетах після закінчення школи. Деякі випускники зайняли керівні посади в Дитячій евакуації, а після 1943 року багато з них були призначені помічниками зенітників. Певна частина навчання в школах залишалася військовою за номенклатурою, щоб підготувати випускників до майбутньої ролі в нацистському військовому апараті - навчання, яке тривало аж до кінця Третього Рейху.